# Спасопесковская площадь
Спасопеско́вская пло́щадь — площадь в районе Арбат Центрального административного округа города Москвы. Расположена между улицами Арбат и Новый Арбат на пересечении Трубниковского, Карманицкого, Спасопесковского переулков и переулка Каменная Слобода.

## Происхождение названия
Название произошло по существующему поныне храму Спаса на Песках, построенному в 1706—1711 (полное название — Церковь Преображения Господня, что на Песках, на Арбате). «Пески» в названии отражают характер местных почв. При советской власти помещение церкви много лет использовалось для мастерских «Союзмультфильма», благодаря чему и сохранилась — там делали кукол для кукольных мультфильмов. Именно там «родились» Чебурашка, его верный друг Крокодил Гена и многие другие мультперсонажи, без которых уже немыслима наша культура. В Москве также существовала другая Церковь Преображения Господня, что на Песках (Большой Каретный переулок, 10a), построенная в 1657 и уничтоженная в 1930-х годах.
Площадка — старое московское название второстепенных слободских (посадских) площадей, расположенных в стороне от главных дорог. См. Собачья площадка.

## История
В XVI веке к северу и к югу от Арбата, в те времена — главной дороги на Смоленск, были поселены две стрелецкие слободы, предназначенные для охраны западных предместий Москвы. Деревянный храм на Песках был центром одной из этих слобод (в середине XVII века называемой по имени командира полка «Тимофеева приказа Полтева слобода»).

Во второй половине XVIII века Арбат и прилегающие переулки постепенно заселяются знатью. Район полностью выгорел в пожар 1812 года, но был вскоре отстроен заново. В Спасопесковском переулке сохранились одноэтажные дворянские усадьбы послепожарной застройки (№ 6 и 8). 

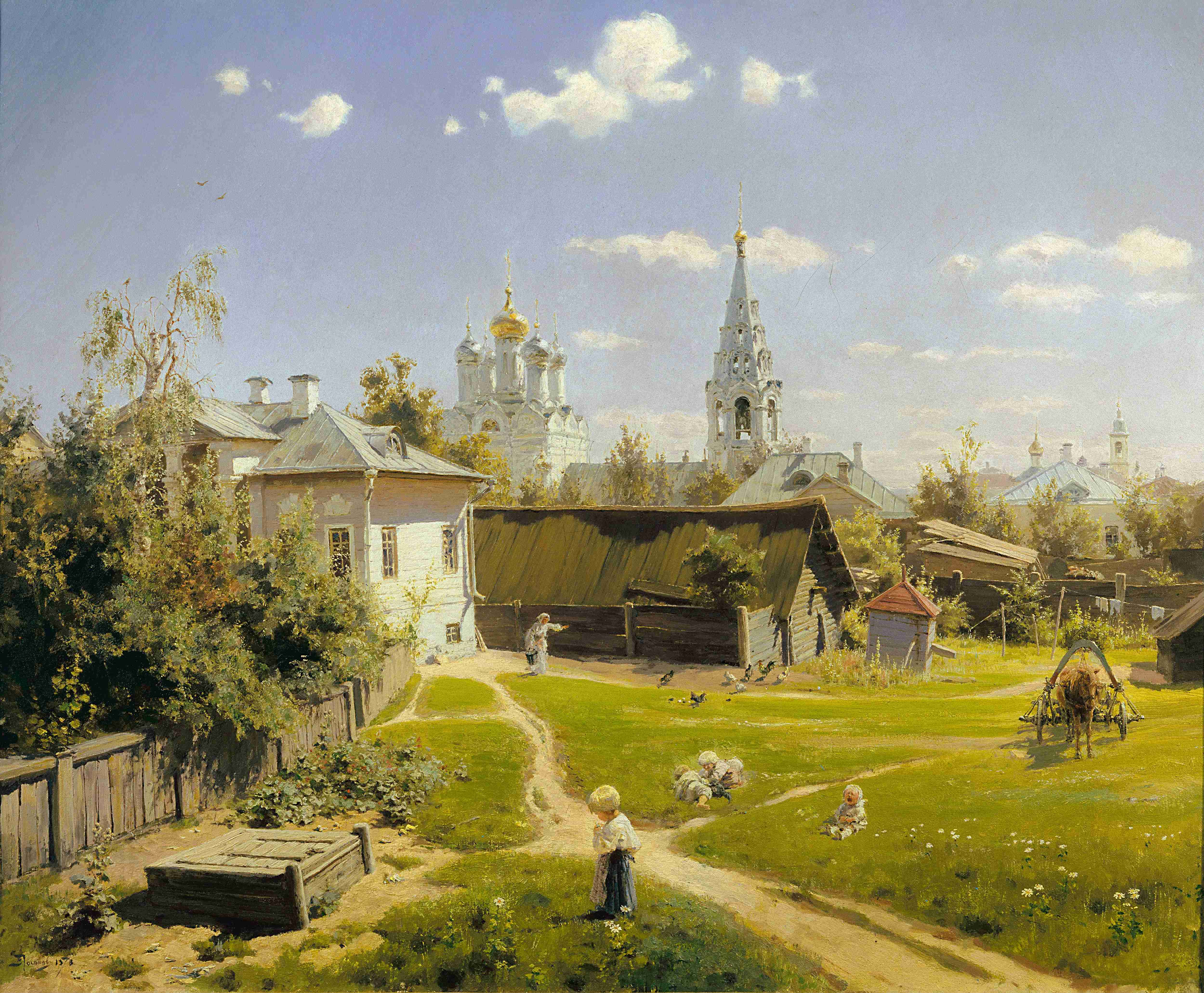
В. Д. Поленов. «Московский дворик», 1877. В центре — храм Спаса на Песках

Сквер к северу от храма разбит в 1870 и тогда же назван «Пушкинским». Однако постепенно название утратилось, и в обиходе окрестные жители очень долго называли скверик «кружок», хотя он имел овальную форму. Имя Пушкинский возвратилось лишь недавно, в 90-е годы XX столетия. Памятник А. С. Пушкину работы скульптора Ю.С.Динеса установлен в 1993 году на средства профессора Венского университета историка Г. Ягшитца.

## Современность

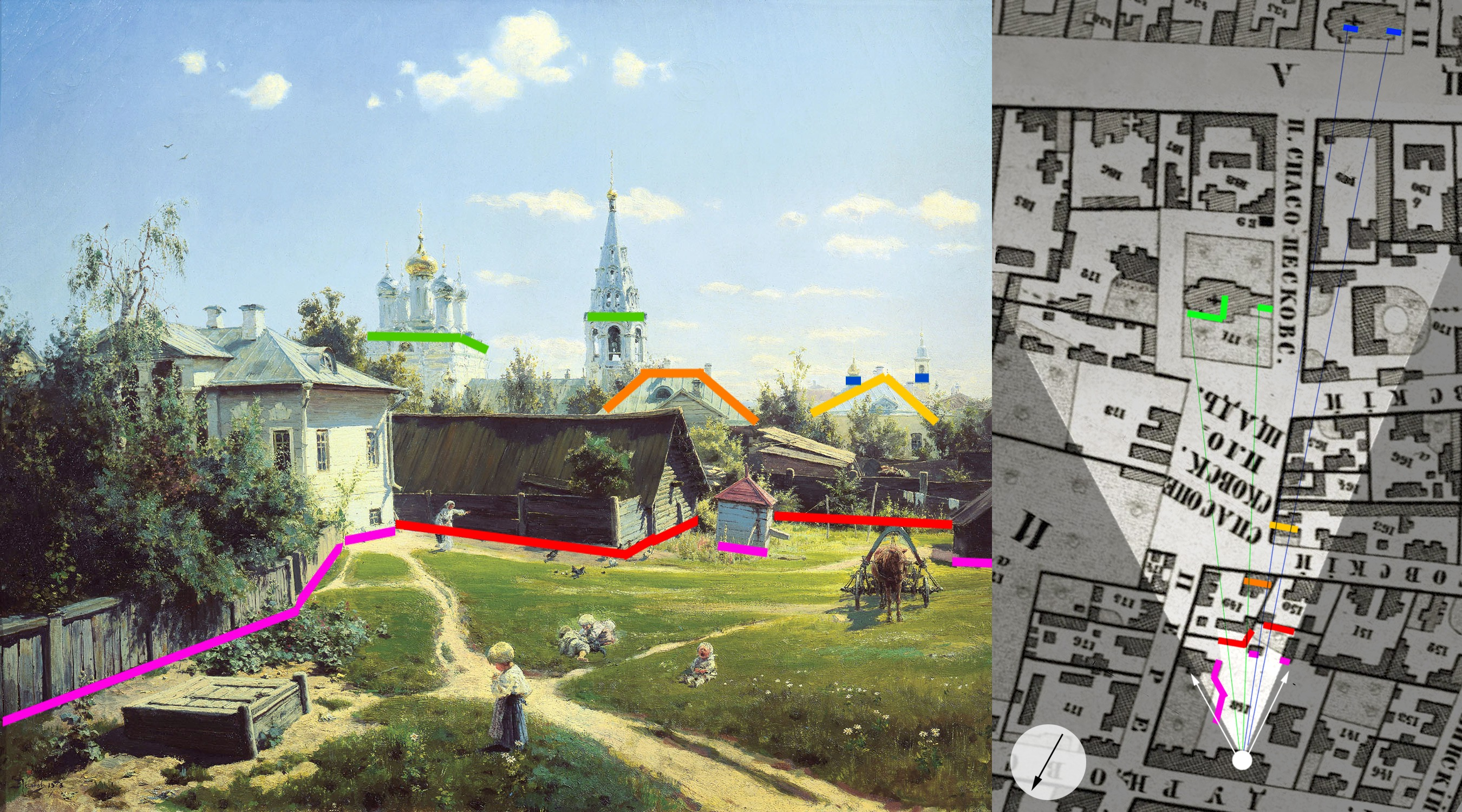
Сопоставление вида московского дворика
с картины Поленова 1877 года
и карты Хотева 1852 года

Прямо напротив церкви — в Спасопесковском переулке, по адресу дом 6 строение 7, находится школа № 1231 им. В.Д.Поленова (построена в 1936 году и была среднеобразовательной школой № 71 для девочек — тогда образование было раздельным; в самом начале 1960-х — спецшкола № 12 с преподаванием ряда предметов на французском языке; с конца 1980-х получила свой современный номер).
Название школы напоминает о том, что когда-то неподалёку от места ее расположения находился обычный московский дворик, запечатленный Поленовым в 1878 году на картине с тем же названием: «Московский дворик». Дворик находился на противоположной от школы стороне Спасопесковской площади, в квартале, ограниченном Композиторской улицей и переулками Каменная Слобода и Трубниковым, позади нынешних домов №2 по переулку Каменная Слобода — трех жилых домов, принадлежавших Спасопесковскому храму (один из них, одноэтажный постройки 1836 года, присутствует на картине Поленова). Также на картине на заднем плане запечатлена и сама церковь (см. сопоставление вида дворика с картины Поленова и карты).
В школе в разное время учились ставшие впоследствии известными:
- протоиерей Валентин Асмус;
- актриса Елена Дробышева;
- создатель и директор первой классической гимназии в Москве Елена Шичалина (Дружинина);
- психолог Надежда Владиславова;
- политический журналист Алексей Пушков;
- киноактер Сергей Малишевский;
- киноактриса Елена Фёдоровна Строева;
- театральный актёр и режиссёр Рубен Евгеньевич Симонов, сын Евгения и внук Рубена Николаевича Симоновых;
- поэтесса Татьяна Щербина;
- художник Илья Комов;
- кинорежиссёр Егор Кончаловский;
- поэтесса Елена Григорьева;
- художник и дизайнер Петр Пастернак, сын Евгения и внук Бориса Пастернаков;
- реставратор и архитектор Борис Евгеньевич Пастернак, сын Евгения и внук Бориса Пастернаков;
- филолог, автор словаря «Русские писатели» Елизавета Давыдова (Пастернак), дочь Евгения и внучка Бориса Пастернаков;
- правозащитник Михаил Ривкин;
- журналист Ольга Семенова, дочь и биограф Юлиана Семенова;
- эстрадный актёр Игорь Шароев;
- актёр Егор Бероев;
- писатель и журналист Дмитрий Глуховский;
- актриса Юлия Рутберг;
- актриса Мария Рыщенкова

и многие другие.

## Примечательные здания и сооружения

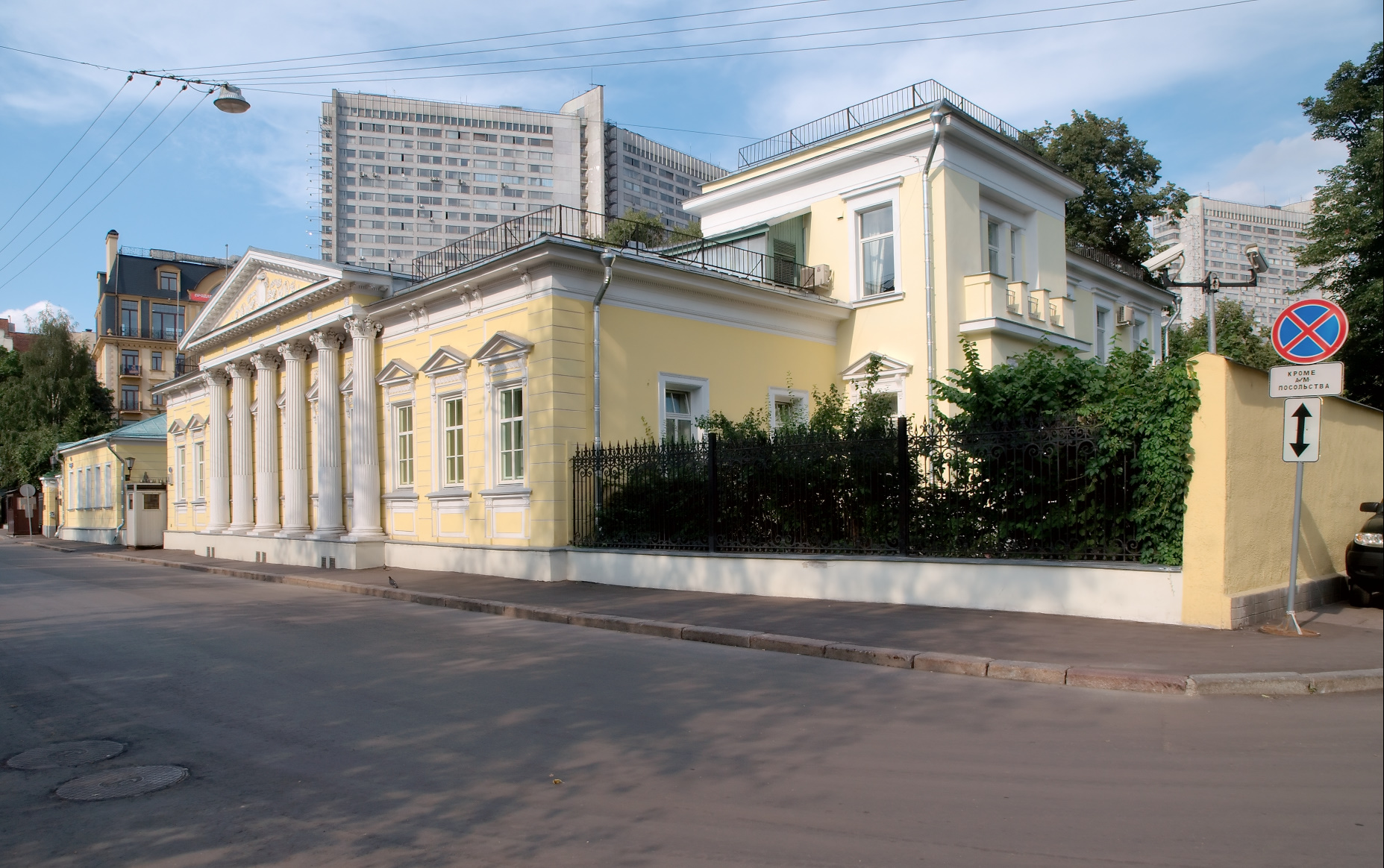
Спасопесковский переулок, № 8
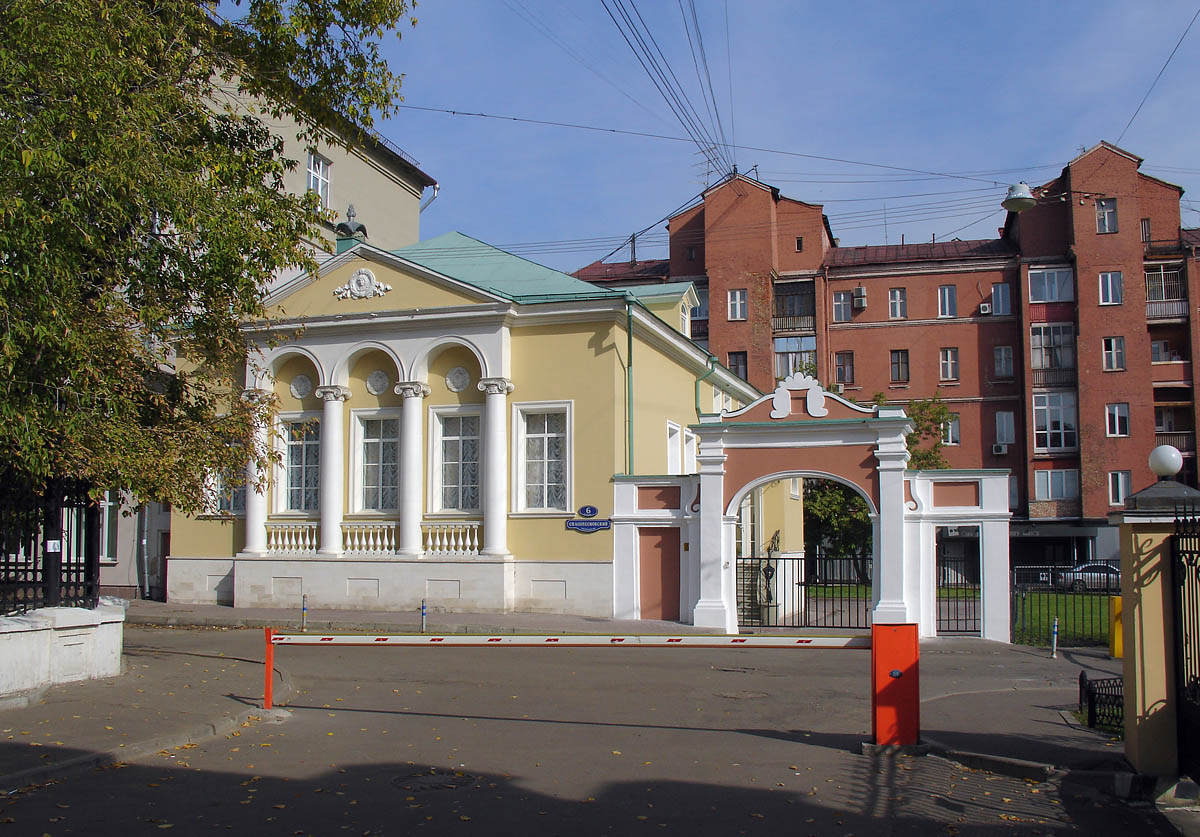
Спасопесковский переулок, № 6
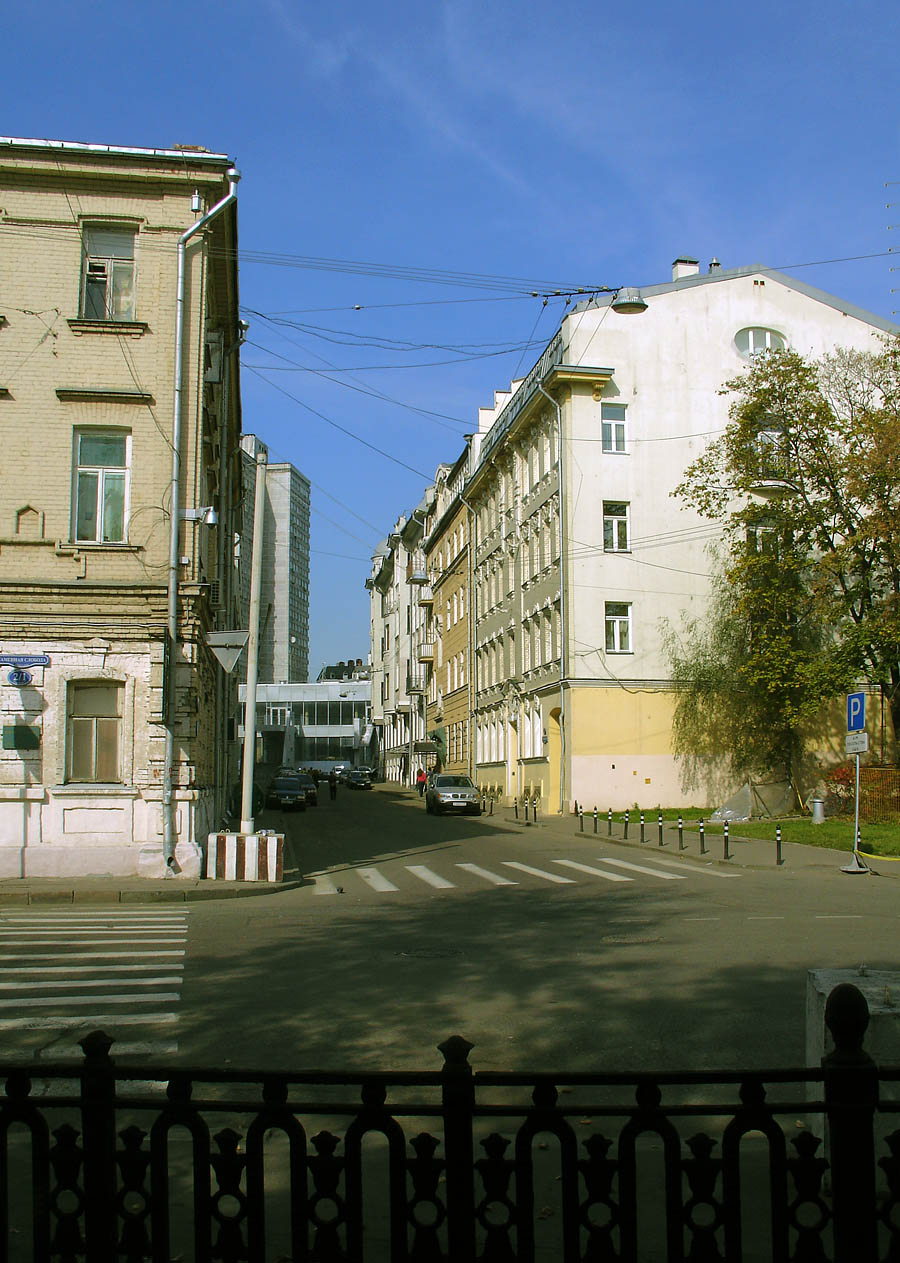
Вид в Трубниковский переулок

- № 4a — Храм Спаса на Песках (Церковь Преображения Господня, что на Песках, на Арбате, с приделами Николая Чудотворца и Михаила Архангела, 1763), постройка 1706—1711 на месте ранее существовавшего деревянного храма XVII века. Традиционный московский пятиглавый храм с шатровой колокольней, один из последних, завершенных до введенного Петром I запрета на каменное строительство. В 1846 церковь приобрела готическую ограду, от которой сохранились современные церковные ворота. Храм был закрыт в 1930-х годах, вновь открыт с 1991 года. Именно Спас на Песках изображён на картине В. Д. Поленова «Московский дворик», написанной в 1877. Сам Поленов жил в одном квартале к северу, на углу Трубниковского переулка и Большого Толстовского переулка (современной Композиторской улицы).
- Спасопесковский переулок, № 5/2 — доходный дом, 1903, арх. С. Ф. Воскресенский. В 1920-е годы — штаб-квартира АХРР
- Спасопесковский переулок, № 6 — жилой дом А. Г. Щепочкиной («поручика жены»), в основе постройка XVIII века, перестроен в 1820, 1871, 1907. Этот одноэтажный домик отличается от своих ампирных совренников необычным для «дворянских гнёзд» арочным антаблементом (аналогичное арочное завершение сохранилось у деревянной купеческой усадьбы по Большой Ордынке, 45). Ворота, примыкающие к дому, намного старше его — они выстроены из того же кирпича, что и Спасопесковский храм; вероятно, они некогда входили в церковную ограду.
- Спасопесковский переулок, № 8 — усадьба А. Г. Щепочкиной — Н. А. Львова, 1 половина XIX века, перестроен в 1884.
- Спасопесковский переулок, № 10 — особняк Второва. Образец чистого неоклассического ретроспективизма построен в 1913—1915 по заказу Н. А. Второва архитекторами В. Д. Адамовичем и В. М. Маятом на месте бывшей усадьбы Лобановых-Ростовских. В 1918—1933 здесь размещались государственные учреждения и жилые квартиры,[7] а с 1933 — резиденция посла США, известная как Спасо-хаус. Здесь жили во время государственных визитов Эйзенхауэр, Никсон, Рейган. На приёме в 1976 году дом вместил 3001 гостя.[7]
- переулок Каменная Слобода, № 2/1 — три жилых дома, принадлежавших Спасопесковскому храму:

трёхэтажный, 1910, арх. М. Д. Холмогоров
одноэтажный, 1836
пятиэтажный, 1899, арх. В. П. Гаврилов (выстроен трёхэтажным, надстроен в 1905).

## Транспорт
- Станции метро  Смоленская (200 м) и  Смоленская (560 м)